# Przewóz (powiat garwoliński)
Przewóz – wieś sołecka w Polsce położona w województwie mazowieckim, w powiecie garwolińskim, w gminie Maciejowice.
| SIMC    | Nazwa         | Rodzaj    |
| ------- | ------------- | --------- |
| 0680733 | Powiśle       | część wsi |
| 0680740 | Stary Przewóz | część wsi |

W latach 1975–1998 miejscowość należała administracyjnie do województwa siedleckiego.
Przeprawa promowa na Wiśle do miejscowości Świerże Górne.
Wierni Kościoła rzymskokatolickiego należą do parafii Wniebowzięcia Najświętszej Maryi Panny w Maciejowicach.